# Олаф Туфте
Олаф Туфте  (норв. Olaf Tufte, 27 квітня 1976) — норвезький веслувальник, дворазовий олімпійський чемпіон, дворазовий чемпіон світу.

## Виступи на Олімпіадах
| Олімпіада    | Дисципліна                        | Місце |
| ------------ | --------------------------------- | ----- |
| Атланта 1996 | четвірка розстібна без стернового | 8     |
| Сідней 2000  | двійка парна                      | 2     |
| Афіни 2004   | одиночка                          | 1     |
| Пекін 2008   | одиночка                          | 1     |
| Ріо 2016     | двійка парна                      | 3     |